# شهرستان الحجیله
ناحیهٔ الحجیلة (به عربی: مدیریة الحجیلة) یک ناحیه در یمن است که در استان حدیده واقع شده‌است.

## خصوصیات
ناحیهٔ الحجیلة ۹٬۶۹۴ نفر جمعیت دارد.